# Římskokatolická farnost Čimelice
Římskokatolická farnost Čimelice (latinsky Czimelicium) je územní společenství římských katolíků v Čimelicích a okolí. Organizačně spadá do vikariátu Písek, který je jedním z deseti vikariátů českobudějovické diecéze.

## Historie farnosti
Zdejší plebánie existovala již v roce 1356, po husitských válkách patřily Čimelice k mirotické farnosti. Samostatná farnost byla obnovena v roce 1738, matriky jsou vedeny od roku 1695.

## Kostely a kaple na území farnosti
| Kostel (kaple)                    | Místo           | Bohoslužby | Bohoslužby | Poznámka        |
| --------------------------------- | --------------- | ---------- | ---------- | --------------- |
| kostel Nejsvětější Trojice        | Čimelice        | neděle     | 10.30      | farní kostel    |
| kostel sv. Kateřiny Alexandrijské | Varvažov        |            |            | filiální kostel |
| kaple sv. Josefa                  | Čimelice        |            |            | hřbitovní kaple |
| kaple Povýšení sv. Kříže          | Krsice          |            |            |                 |
| kaple                             | Rakovice        |            |            |                 |
| kaple Narození Panny Marie        | Smetanova Lhota |            |            |                 |
| kaple Nejsvětějšího Srdce Páně    | Vrábsko         |            |            |                 |

## Ustanovení ve farnosti
Administrátorem excurrendo je od 1. října 2011 Mgr. Ludvík František Hemala CFSsS, farní vikář písecké farnosti. Působí zde také dva trvalí jáhnové, Bc. Jiří Kabíček z Nové Vsi a Josef Košatka z Ostrovce.